# Palazzo Nicolosio Lomellino

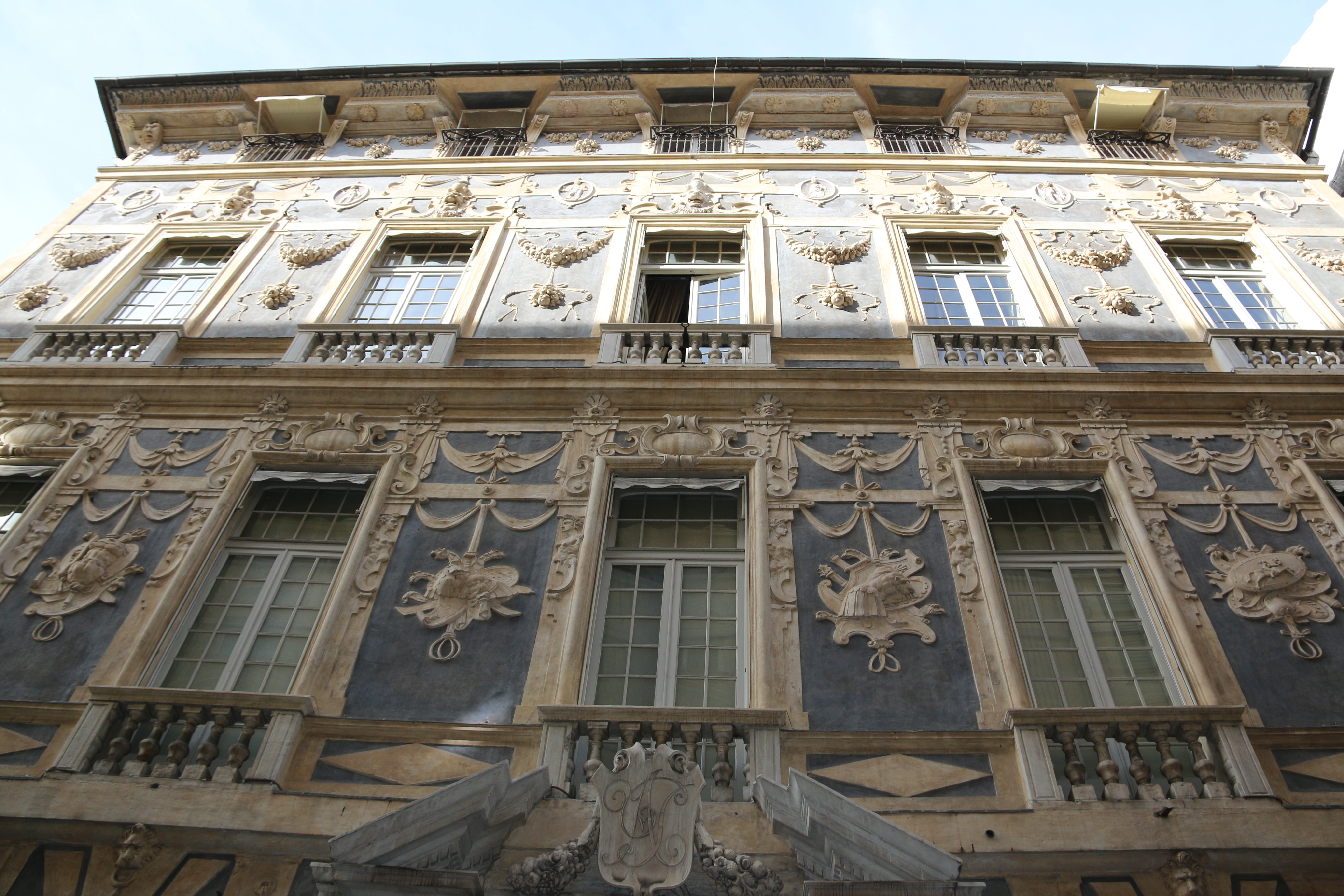
Fassade

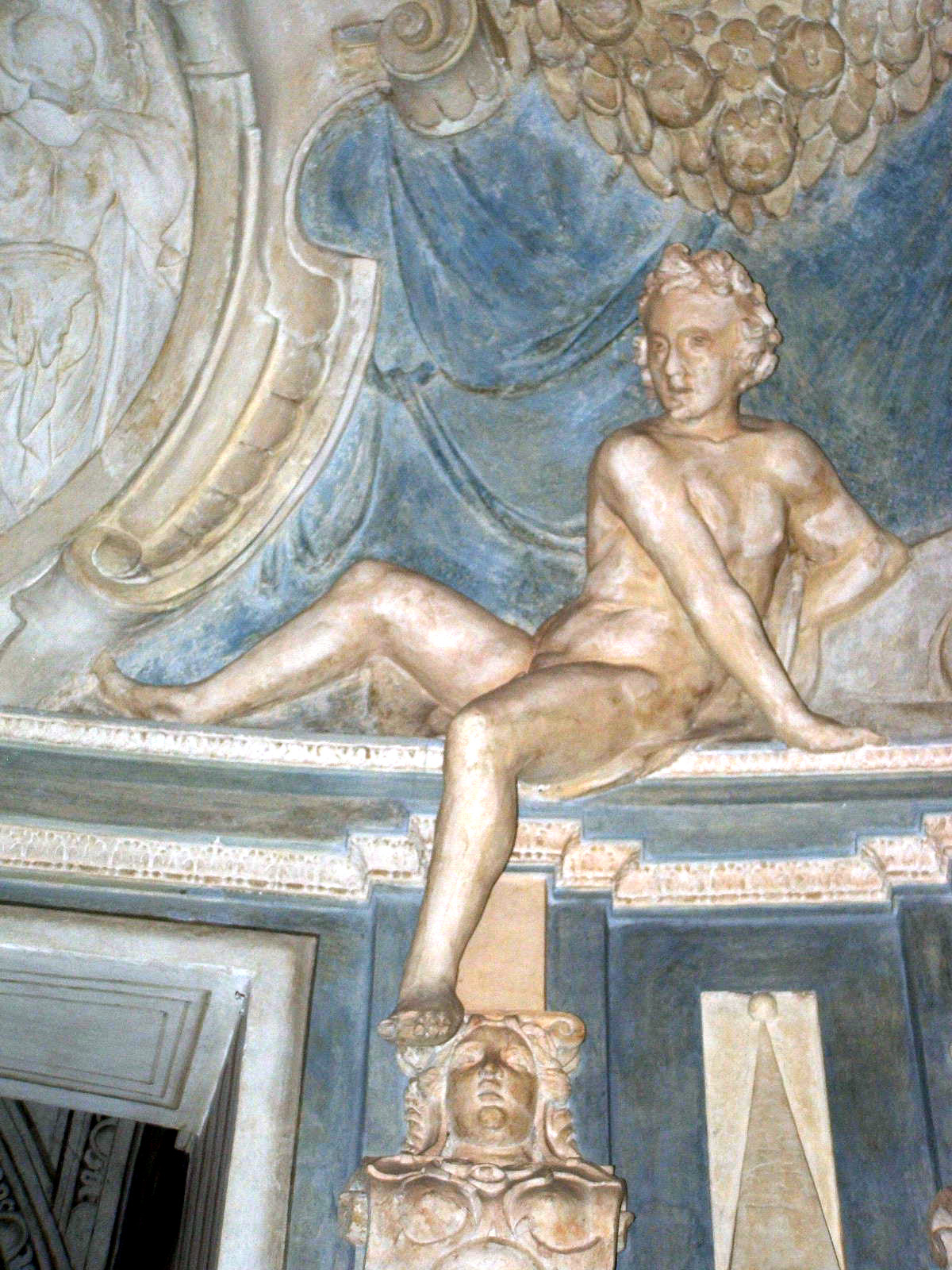
Putto in der Eingangshalle

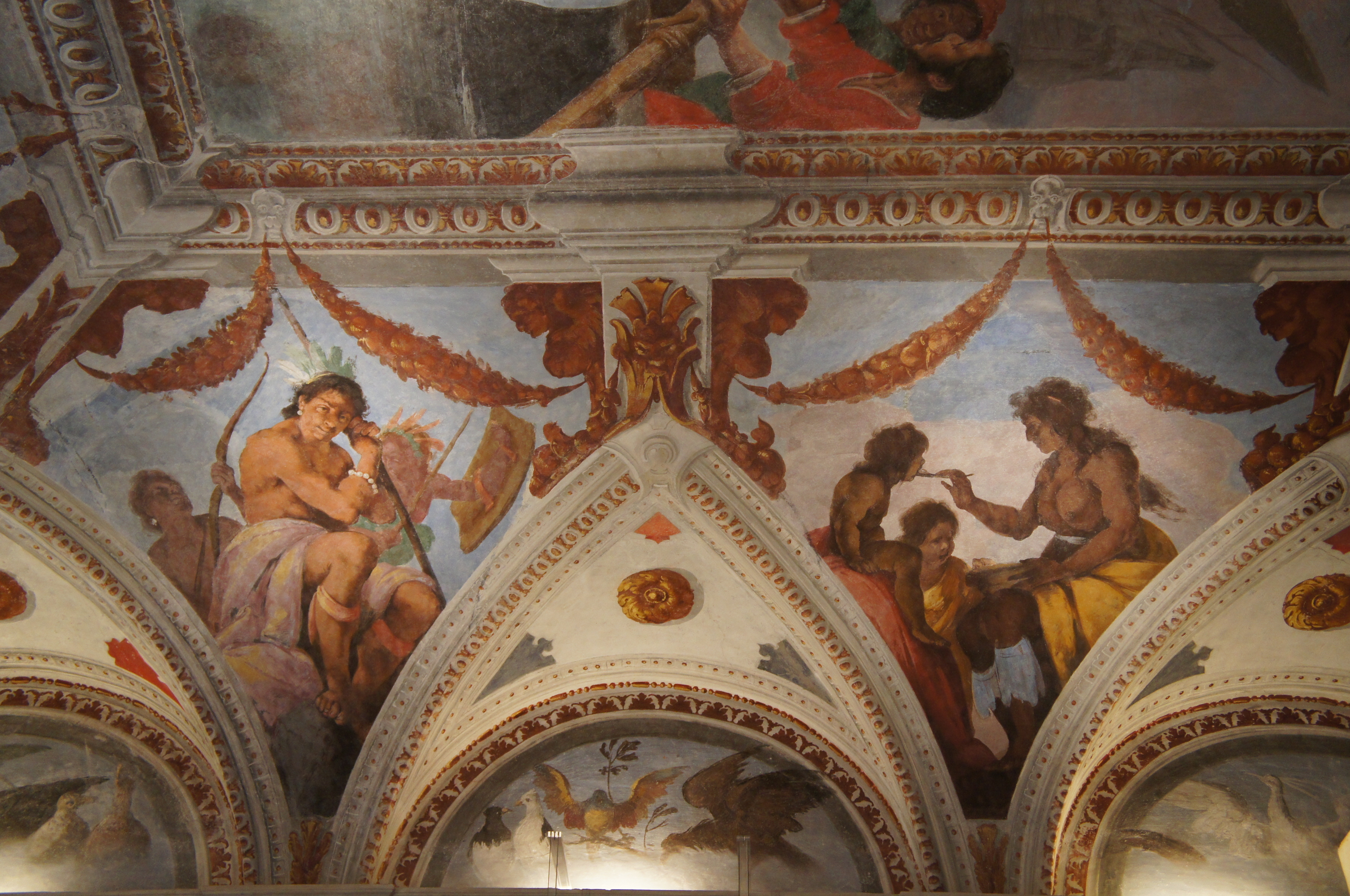
Fresco von Bernardo Strozzi

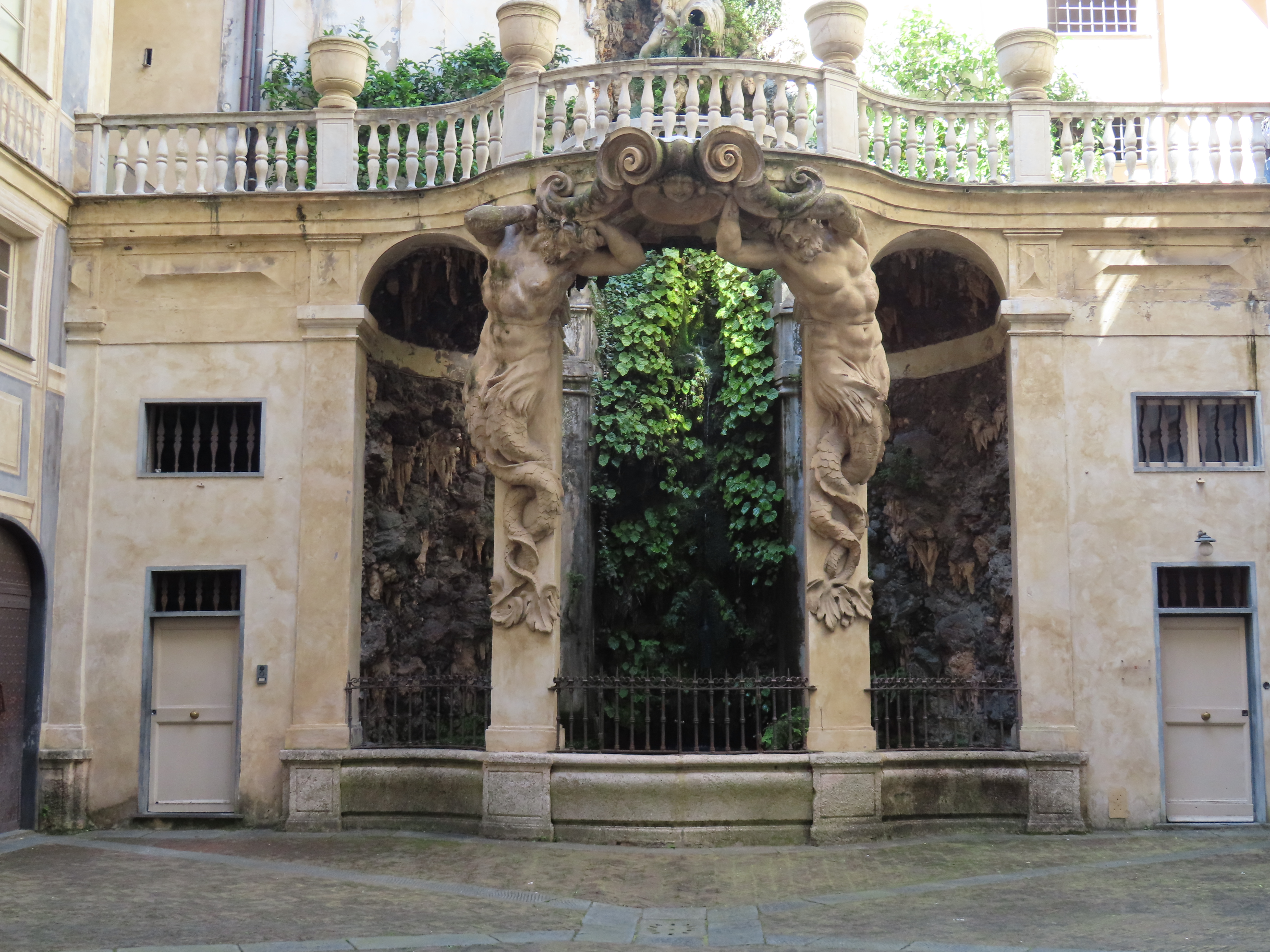
Grotte

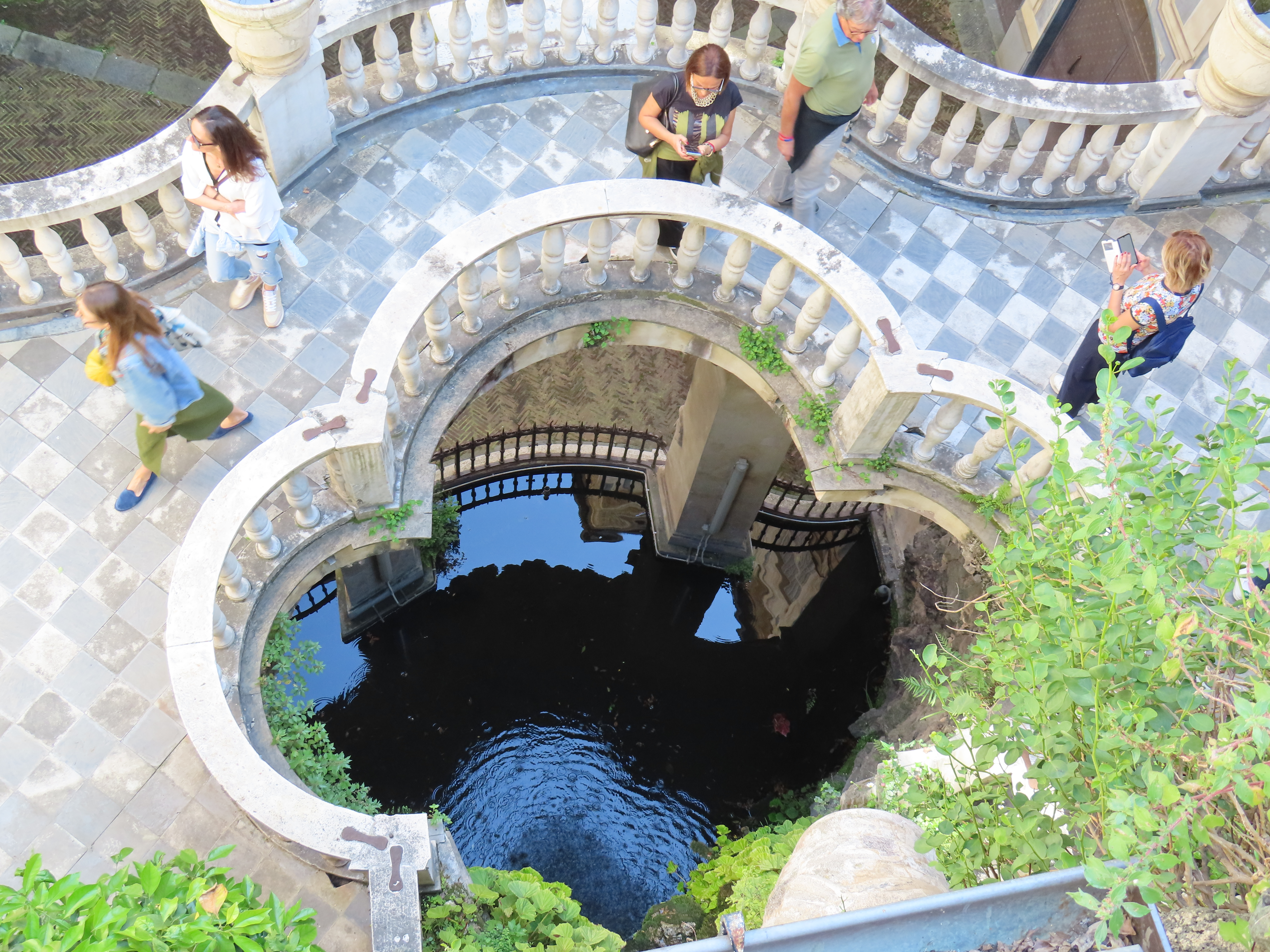
Grotte

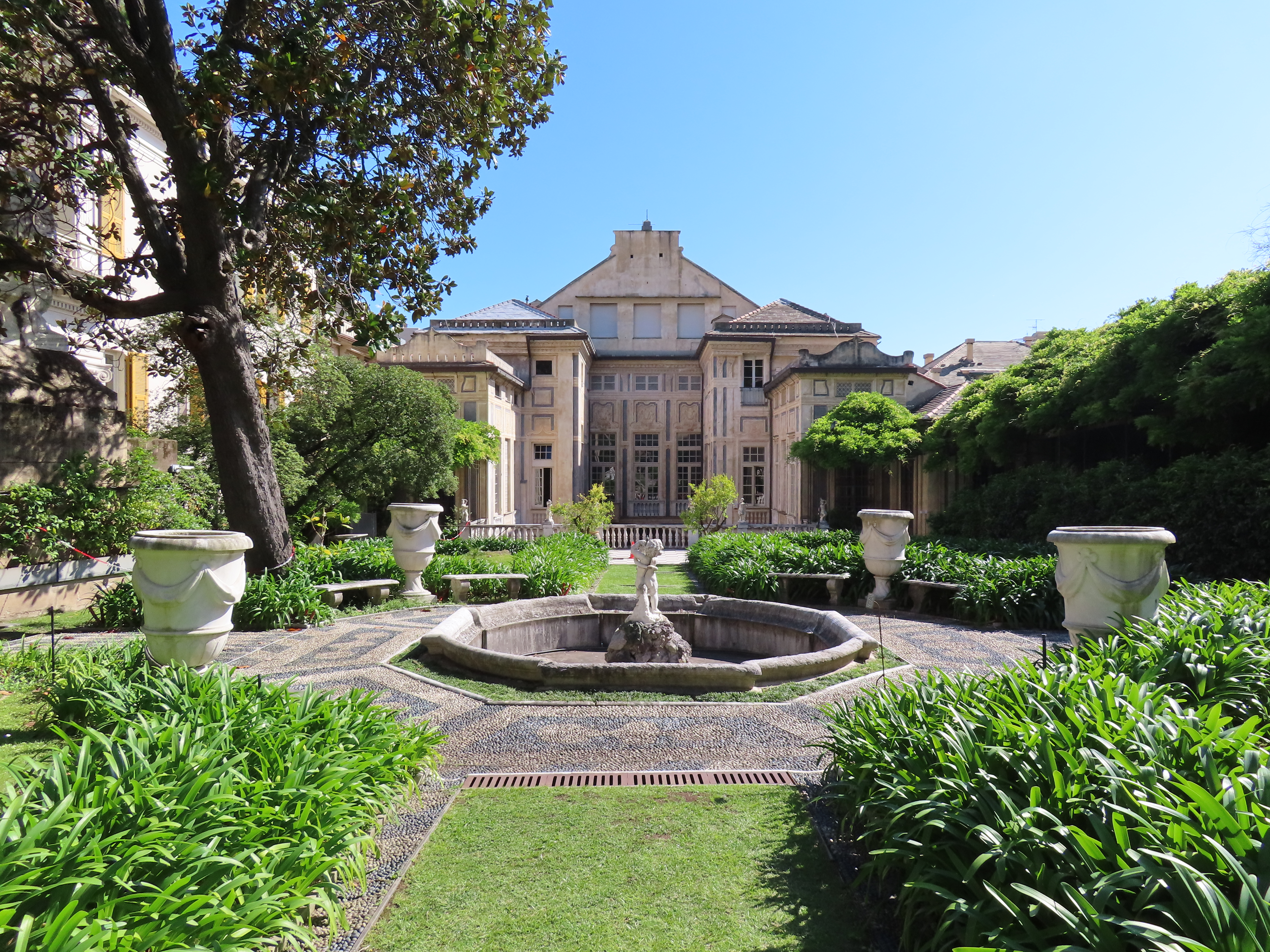
Garten

Der Palazzo Nicolosio Lomellino (auch: Palazzo Podestà) ist ein Stadtpalast in Genua, der Teil des Welterbes der UNESCO „Genoa: Le Strade Nuove and the system of the Palazzi dei Rolli“ (deutsch: Genua: Le Strade Nuove und die Palazzi dei Rolli) ist. Das Gebäude liegt an der Via Garibaldi 7.

## Geografische Lage
Der Palazzo Nicolosio Lomellino liegt in vierter Position auf der nördlichen, der Bergseite der Strade Nuove (heute: Via Garibaldi).

## Geschichte
Der Palazzo Nicolosio Lomellino wurde 1563 durch Nicolosio Lomellino beauftragt, Mitglied einer Familie, die in der zweiten Hälfte des 16. Jahrhunderts auf dem Höhepunkt ihres politischen Ansehend und finanziellen Vermögens stand. Nicolosio Lomellino selbst war Konzessionär für den Abbau von Korallen auf der tunesischen Insel Tabarca und hatte damit ein beträchtliches Kapital angehäuft. Architekten seines Palazzo waren Bernardino Cantone und Giovan Battista Castello, genannt „Bergamasco“. Das Gebäude wurde 1566 vollendet.
Als einer der Palazzi dei Rolli war er in den Rolli von 1576 bis 1664 eingetragen. Nach deren Klassifizierung, den „bussoli“, zählte er 1576, 1614 und 1664 zur Klasse eins, 1588 und 1599 zur Klasse zwei (zu den Einzelheiten dieser Eintragungen vergleiche hier). Das Gebäude ist auch in dem Werk von Peter Paul Rubens von 1622 über die Genueser Stadtpaläste dokumentiert.
Das Anwesen ging bereits vor 1614 an Luigi Centurione Scotto, Marchese di Morsasco, über und gehörte eineinhalb Jahrhunderte lang dessen Familie, die das Innere teilweise neu gestaltete. Die Umgestaltung respektierte die Beziehung des Gebäudes zu seinen Freiflächen. Die Dekoration wurde nun in spätem Barock modernisiert. Hier war Lorenzo De Ferrari aktiv.
1711 wurde der Palast an Carlo und Stefano Pallavicini verkauft, die weitere Änderungen vornahmen. 1865 wurde die Anlage erneut verkauft, an Barone Andrea Podestà, der zwischen 1866 und 1895 mehrmals Bürgermeister von Genua war. Sie gehört heute der Familie Bruzzo.

## Gebäude
Die Fassade des Palazzo Nicolosio Lomellino ist ein bemerkenswertes Beispiel für die ausufernde Außendekoration der Palazzi in Genua in der Zeit des Manierismus. Nicolosio Lomellino beauftragte den Architekten eine Fassade mit einer Stuckoberfläche in drei übereinander liegenden, figürlichen Ordnungen zu gestalten: Im Erdgeschoss geflügelte weibliche Hermen, im ersten Stock Trophäen die an Bändern hängen, und im zweiten Stock Girlanden und fünf Masken, die in die Tympana der Fenster eingepasst wurden. Stuckdekoration wird hier in Genua zum ersten Mal großflächig über die gesamte Höhe eines Gebäudes eingesetzt. Die Ausführung wird Marcello Sparzo aus Urbino zugeschrieben.
Die ovale Eingangshalle ist ein kleiner Raum dessen Wände szenisch gestaltet sind und dessen Gewölbe mit Medaillons, Putten und Girlanden geschmückt sind. Von hier ist bereits die Grotte zu erkennen, die aber erst zwei Jahrhunderte nach dem Bau des Gebäudes von Domenico Parodi eingefügt wurde. In ihr verschmelzen architektonische, bildhauerische und Elemente der Natur harmonisch miteinander. Die Grotte macht sich das reichlich vorhandene Wasser zunutze und den Hang des Geländes: Der Garten liegt zwei Ebenen über dem Hof. Die Stuckskulpturen der riesigen Tritonen und des Wasser werfenden Putto schuf Francesco Biggi, ein Schüler von Parodi. Zu der Gruppe gehörte noch ein vom Himmel fallender Phaeton in der Mitte der Grotte, der durch das fließende Wasser erodierte und heute verloren ist.
Auch dieser Palast verband auf der Bergseite das Piano nobile mit dem aufgrund der Hanglage höher gelegenen Garten, der als einziger der Gärten dort noch erhalten ist, obwohl heute teilweise untertunnelt durch die Galleria Garibaldi, einen Straßentunnel. Der Garten endet mit einem Turm.
Zwei Salons des Piano Nobile gestalteten Giacomo Antonio Boni, Domenico Parodi und Marcantonio Franceschini mit mythologischen Themen: Jupiter und die Ziege Amaltheia, Bachus und Ariadne und Szenen mit Diana. Der zweite Stock erhielt eine mythologische Dekoration, die im frühen 18. Jahrhundert von der Familie Pallavicino in Auftrag gegeben wurde.

## Freskenfunde 2002
Das älteste malerische Werk, das heute im Palast zu sehen ist, ist ein Freskenzyklus, der 1623/24 von dem Genueser Maler Bernardo Strozzi gemalt, aber aufgrund von Differenzen mit dem Auftraggeber nicht vollendet und später überdeckt wurde. Nach Entfernung der jüngeren Überbauung und Übermalungen kam 2002 darunter eine Allegorie des Glaubens zum Vorschein. Das Fresko zeigt ein ruderndes Rettungsboot, aus dem einer Frau, die den christlichen Glauben repräsentiert, an Land geholfen wird, um den Glauben zu den Ureinwohnern der „Neuen Welt“ zu bringen, die in den umliegenden Lünetten zusammen mit exotischen Tieren dargestellt sind. An Bord des Rettungsbootes befinden sich auch zwei Matrosen und die vier Evangelisten. Der Glaube wird dabei von Engeln gestützt. Ein Adliger mit Schwert, bei dem es sich vermutlich um Christoph Kolumbus handelt, der freundschaftliche Beziehungen zur Familie des Centurione Scotto unterhielt, ist nicht eindeutig zu erkennen. Die Taten von Kolumbus waren häufig Thema bei der Ausschmückung der Genueser Paläste und wurden bereits im zentralen Saal des Palazzo Antoniotto Cattaneo mit Fresken von Lazzaro Tavarone dargestellt. In zwei weiteren Sälen befanden sich die überdeckten Fresken in schlechtem Zustand. Fragmente zur Astrologie, der Navigation und mit Tritonen wurden gefunden. Diese unvollendeten Fresken bieten heute die seltene Gelegenheit, die mit schwarzer Kreide ausgeführten Vorzeichnungen für die Fresken zu sehen.

## Der Palazzo bei Rubens
|  |  |  |